# Музей Канзас-Сити
Музей Канзас-Сити находится в Канзас-Сити, штат Миссури, США. В 1910 году это место было построено магнатом и общественным деятелем Робертом А. Лонгом как его личное семейное поместье с четырёхэтажным историческим особняком в стиле изящных искусств под названием Коринфский зал. В 1940 году наследники Лонга передали это место в дар общественному музею. Семьдесят пять лет спустя в нём началась масштабная реконструкция.

## История
Поместье площадью 3 акра (12 000 м²) состоит из Коринфского зала, названного в честь его коринфских колонн, и его хозяйственных построек. Эта частная резиденция, построенная для Роберта А. Лонга и его семьи, была завершена в 1910 году примерно за 1 миллион долларов (что эквивалентно 29,1 миллиона долларов в 2021 году). Он был спроектирован местным архитектором Генри Ф. Хойтом. Четырёхэтажный особняк площадью 35 000 квадратных футов (3300 м²) с жилой площадью 24 292 квадратных фута (2256,8 м²) был семейной резиденцией до смерти Лонга в 1934 году. Дочери Салли и Лула убрали декоративные элементы и архитектурные элементы из Коринфского зала для установки в своих домах, а в конце 1934 года провели двухдневный аукцион, чтобы продать оставшиеся предметы. После этого особняк пустовал и был выставлен на продажу. От оригинальной мебели осталось очень мало, а некоторые комнаты потеряли всю архитектурную отделку. Эти изменения снизили ценность здания как «исторического дома». Тем не менее, дочери Лонга пожертвовали поместье Ассоциации музеев Канзас-Сити в 1939 году. В 1940 году он был открыт для публики как музей истории и науки. Музей столкнулся с финансовыми трудностями, и в 1948 году был передан городу Канзас-Сити, штат Миссури.
В 1950-х годах музей сосредоточился на демонстрации и интерпретации естественной истории. В начале 1951 года экспонаты таксидермических образцов расширились до подвала вместе с минералогическими экспонатами окаменелостей, горных пород и минералов . В период своего расцвета в 1950-х и 1960-х годах музей размещал сотни чучел животных в виде реалистичных диорам, а также проводились различные презентации и занятия по таксидермии. В нём был планетарий на 50 мест и фонтанчик с газировкой в стиле 1910-х годов, где подают фосфат-соду и мороженое.
К 1970-м годам сотрудники музея поняли, что здание слишком мало для его краеведческого и научного потенциала, и начали его дробить. Сотрудники музея и общественные деятели рассматривали недавно опустевший Union Station как потенциальное место для нового музея науки.
С 2005 по декабрь 2013 года музей находился под управлением Union Station Kansas City, Inc., которая поддерживает Union Station. В январе 2008 года основные здания музея — резиденция и каретный двор — закрылись на капитальный ремонт кровли, кирпичной кладки, художественного стекла, энергосберегающих окон, лифта, отопления, вентиляции и кондиционирования.
С мая 2014 года Музеем Канзас-Сити управляет Департамент парков и отдыха города Канзас-Сити и Миссури.